# Дерекой (Ялта)
Дерекой (крим. Dereköy, з 1945 року — Ущельне) — місцевість у місті Ялті, колишнє село. Зараз один з районів курорту, розташований практично в центрі міста, по правому березі річки Дерекойка.
Назва Дерекой означає в перекладі з кримськотатарської «селище в ущелині» (dere — ущелина, köy — село).

## Історія
Вперше Дерекой зустрічається в 1520 році у матеріалах переписів населення Кефінського санджаку як Дере (Дереку) маале (квартал) Ялти.
Дерекой свого часу було набагато більше за сусідню Ялту. У другій половині 19 століття воно було адміністративним центром Дерекойської волості.
Населення Дерекоя завжди складалося виключно з кримських татар. 1864 року в селі налічувалося 409 жителів, а в 1902 — вже 704.
Після депортації кримських татар 1944 року сюди переселили колгоспників з Ростовської області Російської РФСР. А 1945 року радянська окупаційна влада перейменувала Дерекой на Ущельне.
Через десять років Ялта стала поглинати селище, і до 1968 року цей процес остаточно завершився.

## Галерея

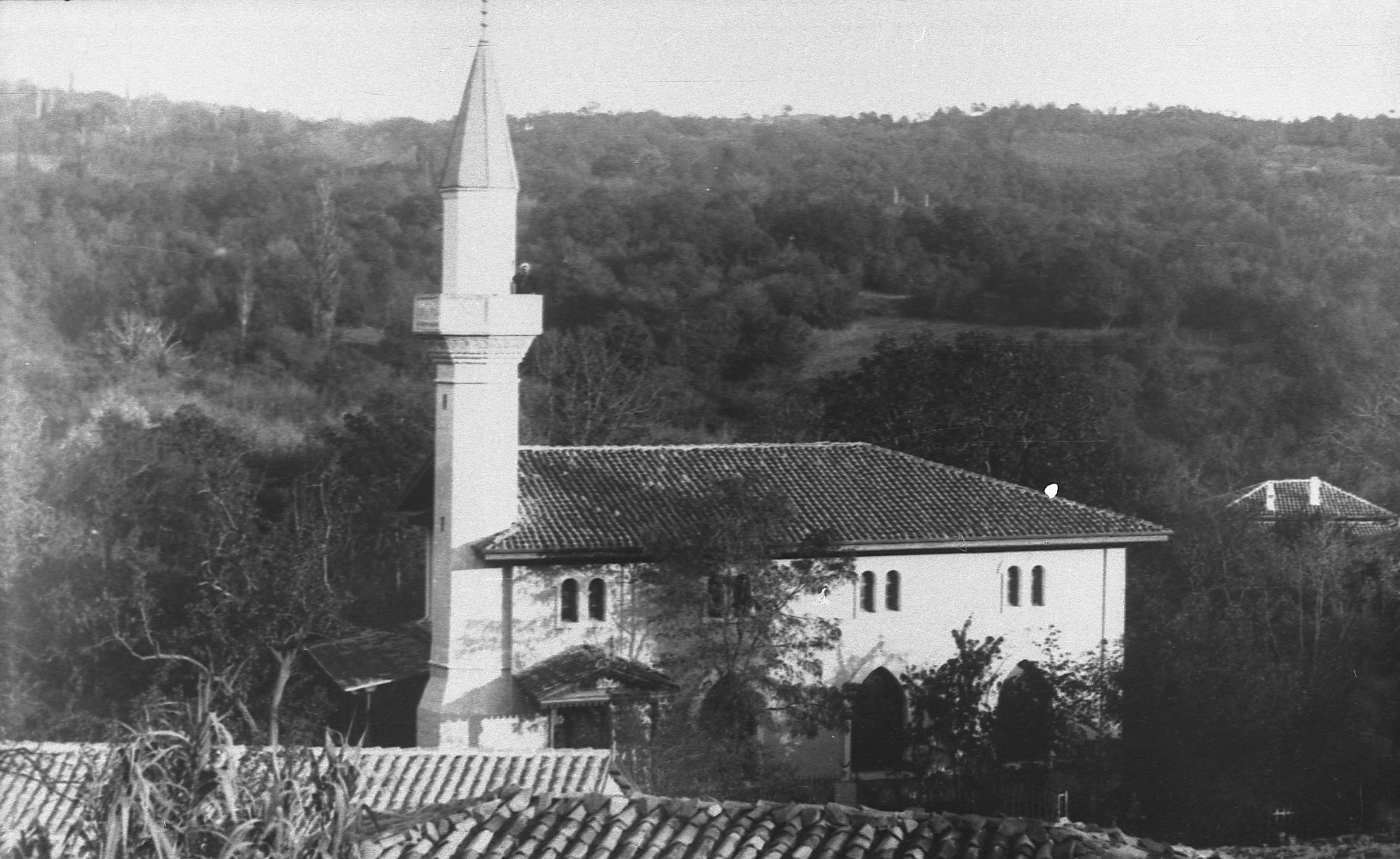
Соборна мечеть, Дерекой, 1890–1900 рік.
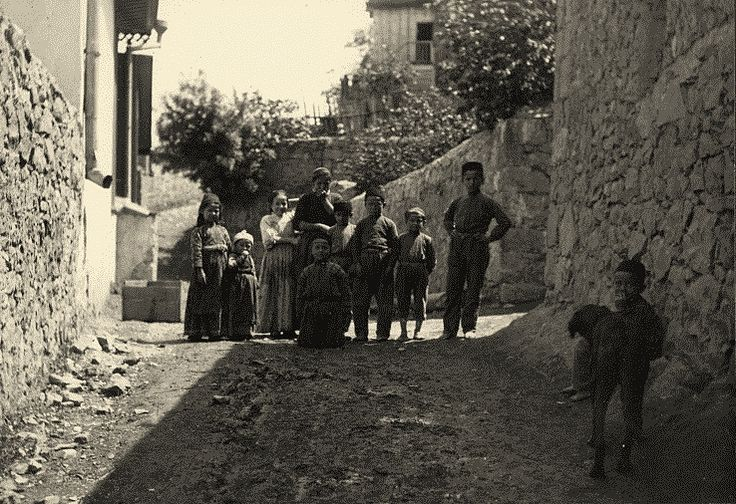
Діти на вулиці, Дерекой, Крим. Фото Антона Стуксберга, 1897
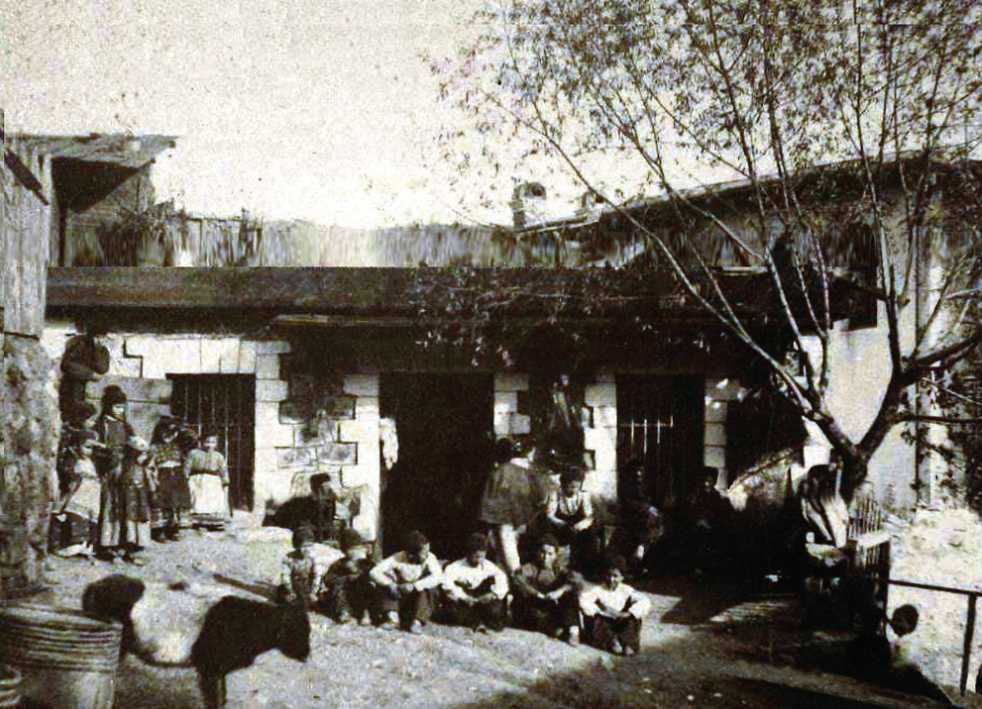
Село Дерекой, Ялта, Крим. Близько 1900 року.
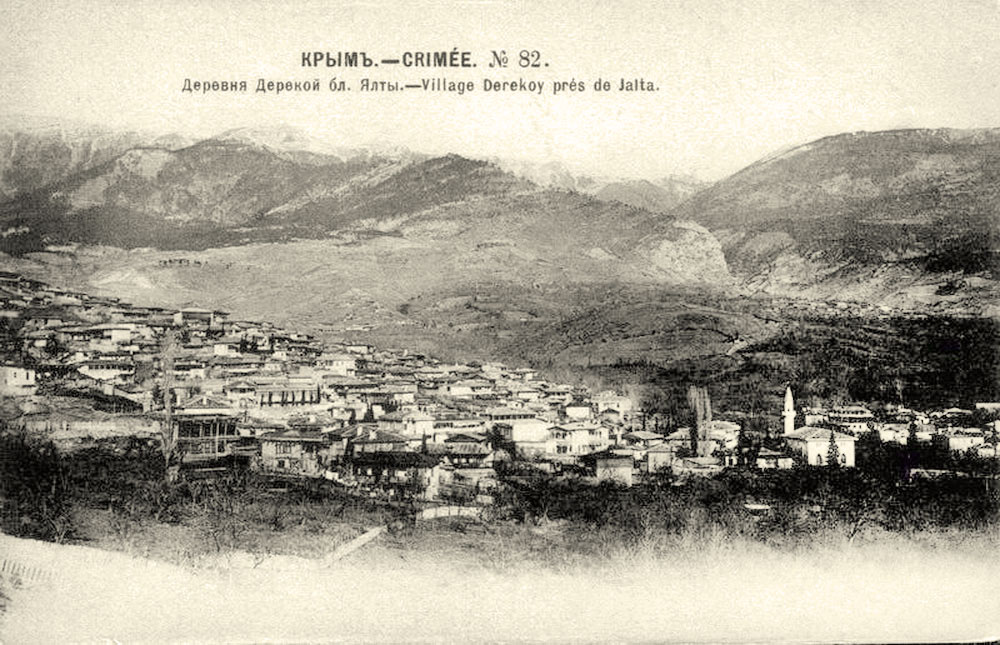
Село Дерекой, Ялта, Крим. Близько 1900 року.
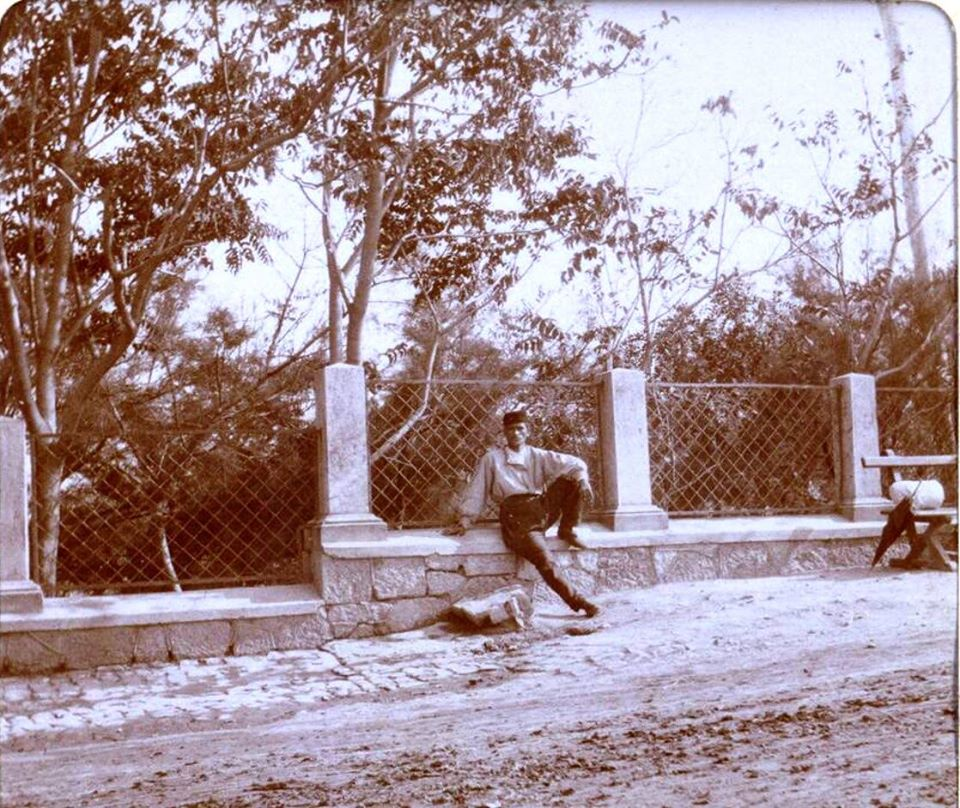
Село Дерекой, 1905 рік. Фото Joseph Berthelot de Baye (1853-1931).
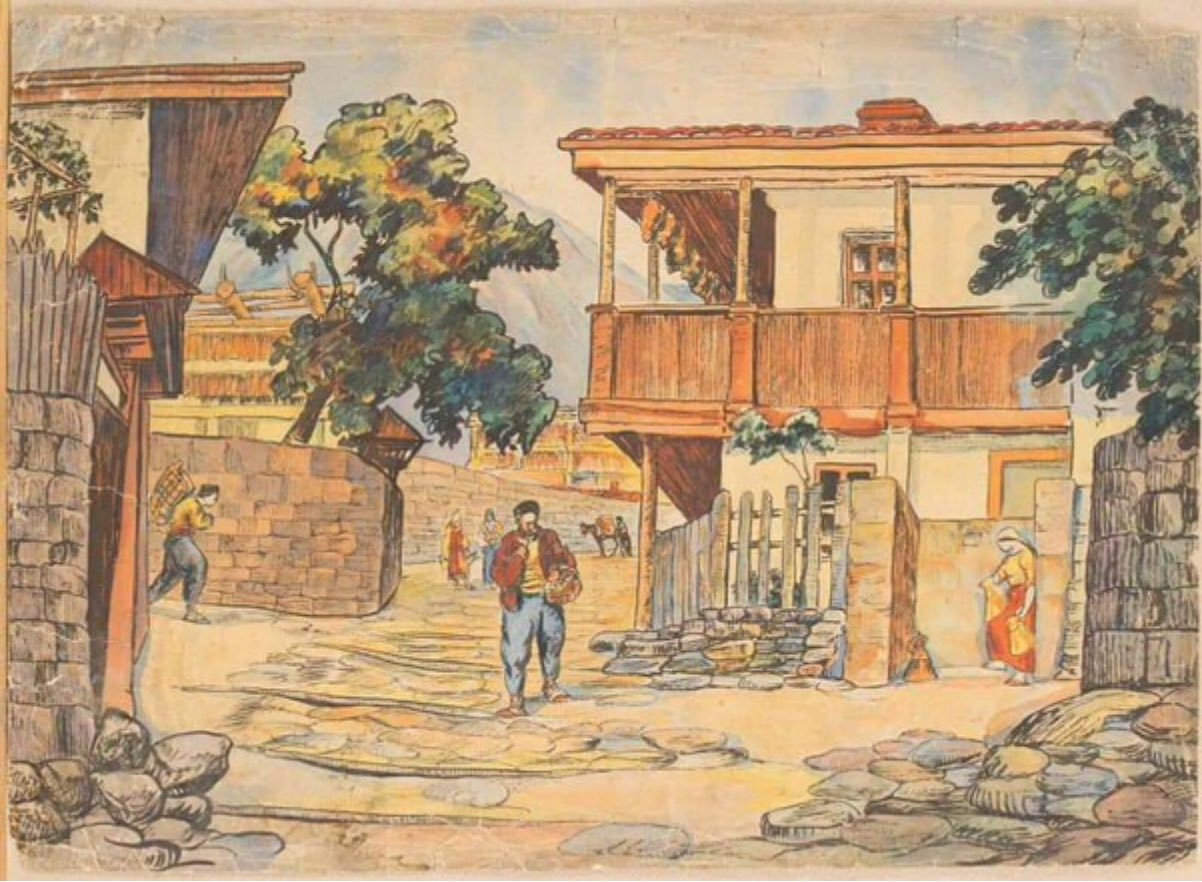
Едуард Штейнберг. Дерекой, Ялта, 1924 рік.